# Ziaur Rahman

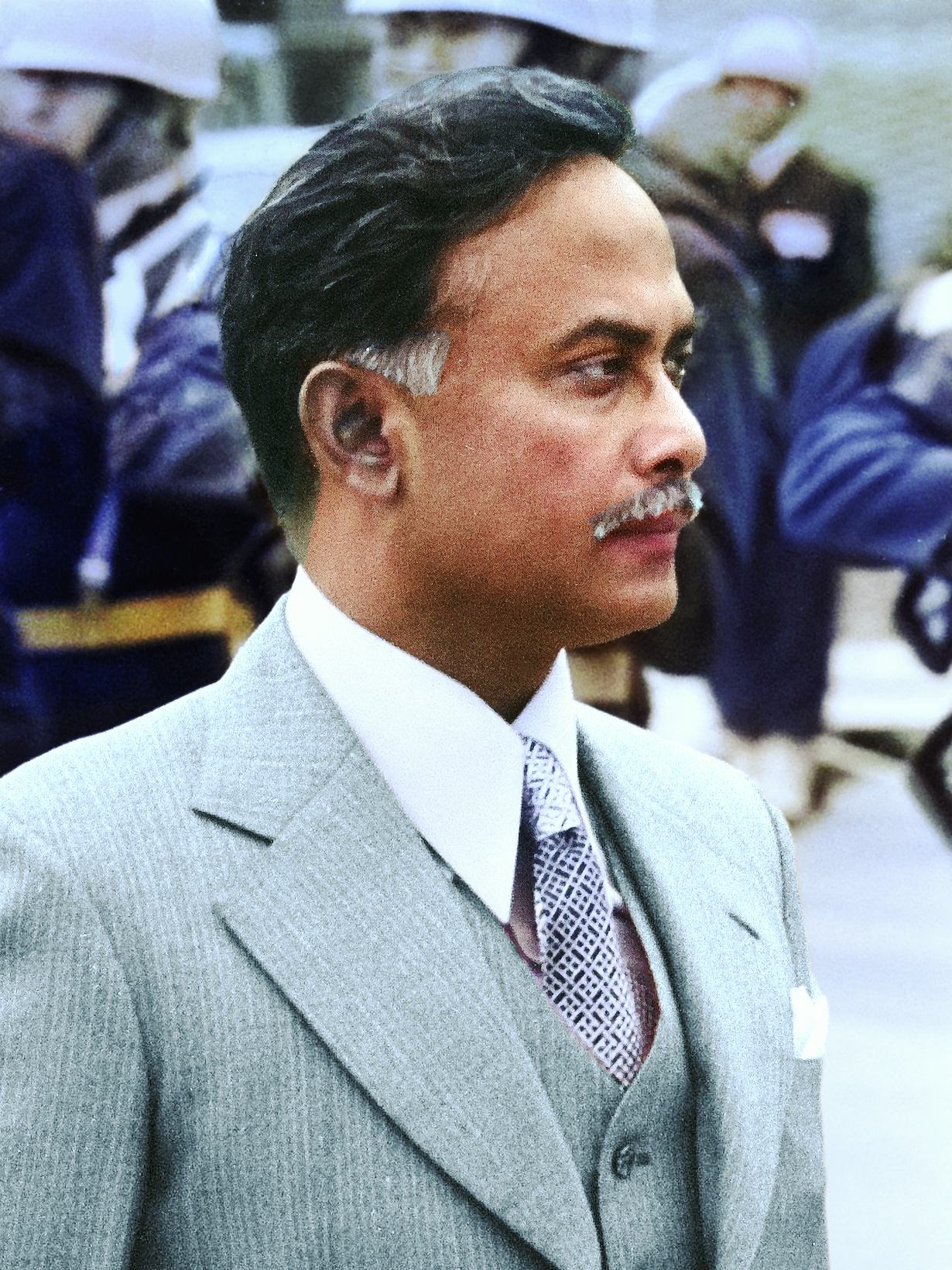
Ziaur Rahman, 1979

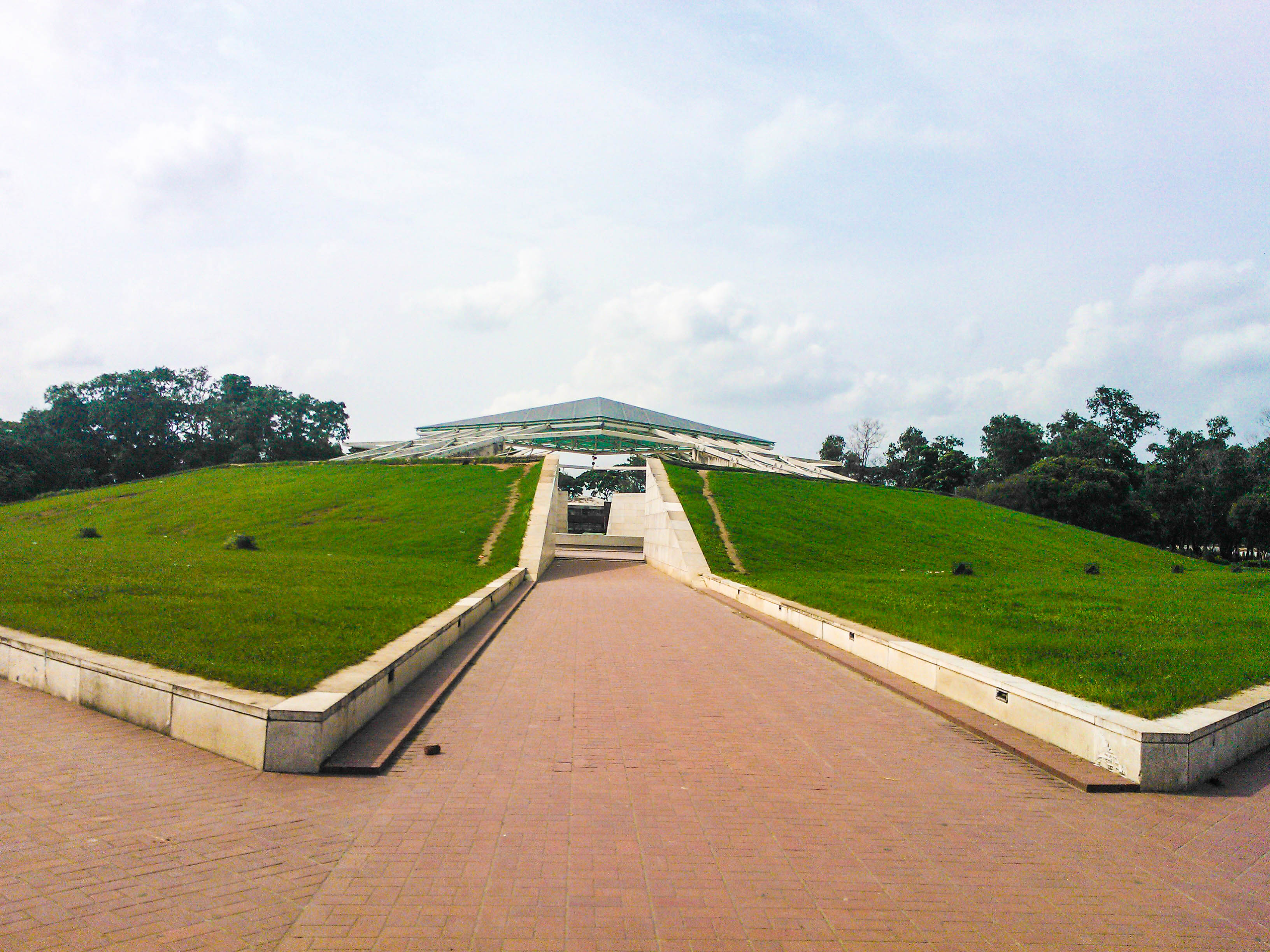
Mausoleum von Ziaur Rahman

Ziaur Rahman (bengalisch: জিয়াউর রহমান, Jiẏāur Rahamān; * 19. Januar 1936 im Dorf Bagbari, Bogra, Bengalen; † 30. Mai 1981 in Chittagong) war der sechste Präsident Bangladeschs und der Gründer der Bangladesh Nationalist Party. Er wurde auch Zia genannt und ist ebenfalls unter dem Ehrennamen Shahid (deutsch: Märtyrer) bekannt. Seine Frau Khaleda Zia ist bereits dreimal Premierministerin Bangladeschs gewesen.

## Biografie
Sein Vater, Mansur Rahman, war ein Chemiker, der für eine Regierungsabteilung in Kolkata arbeitete. Zias Kindheit wurde zwischen dem Leben im Dorf und in der Stadt geteilt. Er ging später auf die Hare-Schule in Kalkutta.
Zu Beginn des Bangladesch-Krieges eroberte die Armeeeinheit, in der Zia Offizier war, den Rundfunksender in Kalurghat und erklärte im Namen von Mujibur Rahman die Unabhängigkeit Bangladeschs. Als Kriegsheld wurde Zia 1972 mit dem Orden Bir Uttom ausgezeichnet. Nach der Ermordung Rahmans 1975 wurde Khondakar Mostaq Ahmad Präsident und Zia zum Stabschef der Armee ernannt. Nach einem weiteren Putsch wurde Zia im November 1975 unter Hausarrest gestellt. Er konnte jedoch mit Hilfe von Oberst Abu Taher einen  erfolgreichen Gegenputsch durchführen und wurde wieder Armeechef.
Im Jahr 1977 erklärte er sich selbst zum Präsidenten und gewann ein 1978 abgehaltenes Referendum. Er gründete 1978 die Bangladesh Nationalist Party und gewann für seine Stabilisierungspolitik weitgehende Unterstützung der Bevölkerung. Seine Politik zielte auf die Einführung eines marktwirtschaftlichen Systems und industrielle Entwicklung. Er verankerte auch den Islam in der Verfassung von Bangladesch und bemühte sich um Versöhnung mit den islamischen Parteien, die auf Seiten Pakistans gekämpft hatten.
Außenpolitisch gab er die enge Anlehnung an Indien auf und suchte engere Kontakte zu den islamischen und den westlichen Staaten. Gleichzeitig umwarb er die Volksrepublik China mit den Worten „[Bangladesch und China] sind Schulter an Schulter mit der Ditten Welt im Kampf gegen den Expansionismus und den Revisionismus“. Ab dem Januar 1977 wurden die ersten zwei Staatsverträge mit China unterzeichnet, danach folgte 1978 ein fünfjähriger Kooperationsvertrag mit China. Damit machte er eine Kehrtwende zur stark pro-sowjetischen Außenpolitik seines Vorgängers Mujibur Rahman.
Zia wurde 1981 bei einem fehlgeschlagenen Militärputsch ermordet.